# Rockhal

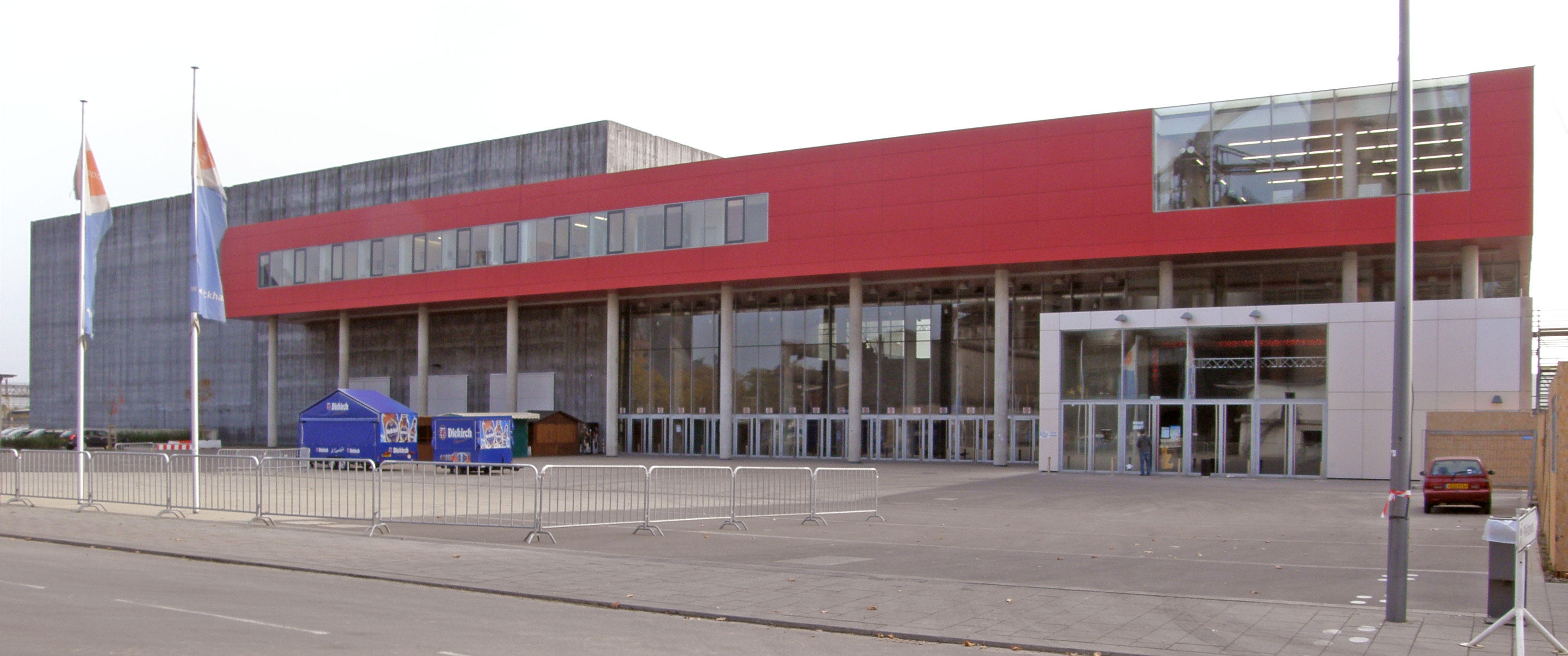
Die Rockhal, Ansicht von der Avenue du Rock'n'Roll

Die Rockhal (dt.: „Rock-Halle“) ist eine Konzerthalle in Esch an der Alzette im Süden Luxemburgs.
Der große Saal der Rockhal hat eine Publikumskapazität von 6500 Personen, daneben gibt es noch einen kleinen Saal für 1200 Personen sowie eine Brasserie. Die Halle wurde im September 2005 mit einem Gratiskonzert der Gruppe The Prodigy eröffnet.
Bisher sind in der Rockhal aufgetreten: Blink-182, Anastacia, Die Antwoord, Chuck Berry, Joe Cocker, Daft Punk, Depeche Mode, Pet Shop Boys, Die Toten Hosen, Dream Theater, Evermore, David Guetta, Jethro Tull, Kiss, Mark Knopfler, Avril Lavigne, Lana Del Rey, Linkin Park, Amy Macdonald, Marilyn Manson, John Mayall, Kylie Minogue, LMFAO, Michel Teló, Muse, Nickelback, Nightwish, One Republic, Prince, Sean Paul, Katy Perry, Judas Priest, Lady Gaga, P!nk, Pussycat Dolls, Queen + Paul Rodgers, Rammstein, Rihanna, Rise Against, Slash, Slipknot, Ringo Starr, Gwen Stefani, Sum 41, Them Crooked Vultures, Scorpions, Tokio Hotel, Billy Talent, Mumford & Sons, In Extremo, Amon Amarth, Machine Head und viele andere.